# Concerto pour piano no 1 de Chopin
Le Concerto pour piano no 1 en mi mineur, op. 11 de Frédéric Chopin, est un concerto pour piano composé en 1830.
Le compositeur en donne la création le 11 octobre 1830 à Varsovie, au Théâtre national, lors de son concert d'adieu. En effet, il quitte dans les jours qui suivent la ville pour Vienne. Le concert ne suscite pas dans la presse polonaise des réactions aussi enthousiastes que pour son Concerto pour piano no 2, car elle est déjà préoccupée par l'effervescence révolutionnaire qui régnait dans la capitale : la Pologne se révoltera contre la domination russe quelques semaines plus tard, le 29 novembre 1830. Chopin ne reverra plus jamais son pays natal.
Ce concerto est, contrairement à ce que semble indiquer son numéro d'opus, chronologiquement le deuxième du compositeur, le Concerto en fa mineur, opus 21, ayant été composé un an auparavant en 1829. La raison de cette inversion chronologique n'est pas très claire ; il semble que Chopin, qui a emporté avec lui les deux partitions dans son voyage, les ait proposées toutes les deux à un éditeur quand il s'établit à Paris, mais que seul l'opus 11 fut sélectionné et édité dans un premier temps, en 1833, en raison de la difficulté de l'opus 21 (chronologiquement le premier), qui ne se prête pas à l'« usage domestique » des pianistes amateurs.
Le concerto est écrit pour piano solo, paires de flûtes, hautbois, clarinettes et bassons, quatre cors, deux trompettes, trombone ténor, timbales et cordes. Une représentation typique dure environ 40 minutes.

## Genèse

### Influence
L'œuvre est dédiée à Friedrich Wilhelm Kalkbrenner, ami du jeune compositeur à Paris. Une autre influence est apparemment celle de Johann Nepomuk Hummel. Harold C. Schonberg, dans The Great Pianists, écrit « ...les ouvertures des concertos en la mineur de Hummel et en mi mineur de Chopin sont trop proches pour être une coïncidence ».
Pendant qu'il la composait, Chopin écrivait à Tytus Woyciechowski : « Vous observez sans doute ici ma tendance à faire le mal contre ma volonté. Comme quelque chose s'est involontairement glissé dans ma tête à travers mes yeux, j'aime m'y adonner, même si c'est tout à fait faux ».

### Première et accueil critique
La première, le 12 octobre 1830, fut « un succès.... une salle pleine ». Il y avait « un public d'environ 700 personnes », selon le Kurier Warszawski. Le concerto a été créé avec Chopin lui-même au piano et Carlo Evasio Soliva au pupitre. La pièce a été suivie d'un « tonnerre d'applaudissements ». Sept semaines plus tard, à Paris, après les éruptions politiques en Pologne, Chopin a joué son concerto pour la première fois en France à la salle Pleyel. Elle fut bien accueillie, une fois de plus. François-Joseph Fétis écrivait le lendemain dans La Revue musicale : « Il y a de l'esprit dans ces mélodies, il y a de la fantaisie dans ces passages, et partout il y a de l'originalité ».
Les opinions sur ce concerto diffèrent. Certains critiques estiment que le support orchestral tel qu'il est écrit est sec et inintéressant, par exemple le critique James Huneker, qui a écrit dans Chopin : The Man and his Music que ce n'était « pas Chopin à son meilleur ». Parfois, des musiciens comme Mikhail Pletnev ressentent le besoin de modifier l'orchestration de Chopin,. D'un autre côté, beaucoup d'autres pensent que le support orchestral est soigneusement et délibérément écrit pour s'adapter au son du piano, et que la simplicité de l'arrangement contraste délibérément avec la complexité de l'harmonie. Il a été suggéré que l'écriture orchestrale rappelle les concertos de Hummel en soutenant le piano plutôt qu'en apportant une touche dramatique. Cependant, Robert Schumann a adopté un point de vue assez différent lorsqu'il a critiqué les concerti de Chopin en 1836 pour la Neue Zeitschrift für Musik, déclarant que « Chopin introduit l'esprit de Beethoven dans la salle de concert ».

## Forme
Ce concerto comporte trois mouvements :
1. Allegro maestoso
2. Romance : Larghetto
3. Rondo : Vivace

L'exécution dure entre environ trente à quarante minutes.

## Orchestration[12]
| Nomenclature du Concerto pour piano no 1 de Chopin                    |
| Cordes                                                                |
| Premiers violons, seconds violons, altos, violoncelles, contrebasses, |
| Bois                                                                  |
| 2 flûtes, 2 hautbois 2 clarinettes en do, 2 bassons,                  |
| Cuivres                                                               |
| 4 cors en mi et do, 2 trompettes en do 1 trombone                     |
| Percussions                                                           |
| Timbales en si, do et mi                                              |

## Analyse

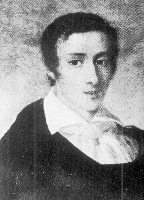
Frédéric Chopin dans sa jeunesse.

### 1ermouvement: Allegro maestoso
Après une courte introduction orchestrale, le piano s'installe et ainsi est développé le thème principal du premier mouvement, qui reviendra quelques fois tout au long de ce mouvement.

### 2emouvement:Romance: Larghetto
Dans la Romance, bien qu'elle ne soit pas strictement de forme sonate, le deuxième thème de l'exposition suit le modèle classique de modulation à la dominante (I-V) et, lorsqu'il revient, il module à la médiante (III). Dans la même lettre à Tytus, Chopin écrivait : « Ce n'est pas destiné à créer un effet puissant ; c'est plutôt une romance, calme et mélancolique, donnant l'impression de quelqu'un qui regarde doucement vers un endroit qui lui rappelle mille souvenirs heureux. C'est une sorte de rêverie au clair de lune lors d'une belle soirée de printemps » Le deuxième mouvement a été décrit comme  « un morceau de cœur sans complexe ».

### 3emouvement:Vivace
Écrit avec beaucoup de procrastination, d'hésitation et de difficulté, le troisième mouvement présente des rythmes de Krakowiak, une danse syncopée à double temps populaire dans la Cracovie contemporaine.

## Dans la culture populaire
On peut entendre un extrait du premier mouvement de ce concerto dans le film Le Pianiste de Roman Polanski. En effet, le musicien, en interprète une brève partie (le début du solo), dans la scène du restaurant. Le morceau est d'ailleurs interrompu par deux hommes voulant départager une poignée de pièces en les faisant « sonner » sur la table. On peut également en entendre le second mouvement dans The Truman Show de Peter Weir.